# Psylla yunli
Psylla yunli är en insektsart som beskrevs av Yang och Li 1984. Psylla yunli ingår i släktet Psylla och familjen rundbladloppor. Inga underarter finns listade i Catalogue of Life.